# David Chiu
David Chiu (chinesisch 邱芳全, Pinyin Qiū Fāngquán; * 23. August 1960 in Nanning) ist ein professioneller amerikanisch-chinesischer Pokerspieler. Er ist fünffacher Braceletgewinner der World Series of Poker und gewann einmal das Main Event der World Poker Tour.

## Pokerkarriere

### Werdegang
Chiu verlor in seiner Kindheit durch eine Krankheit 35 % seines Hörvermögens. Er selbst sagt, dass dies dazu führte, die Fähigkeit zu entwickeln, seine Gegner beim Poker zu lesen, da er sich stärker konzentrieren musste, um die Hörschwäche auszugleichen.
Chiu sollte erst ein Restaurantbesitzer in Colorado werden, nahm dann aber einen Job als Kartengeber an und wurde später Turnierspezialist. Er erlangte großes Ansehen, als er im Jahr 1996 ein Turnier der Variante Limit Hold’em bei der World Series of Poker (WSOP) in Las Vegas gewann. Beim Main Event wurde er im selben Jahr Zehnter sowie 55. im Jahr 2003. Mit fünf Bracelets ist er einer der erfolgreichsten Spieler der WSOP. Chiu nahm regelmäßig am Main Event der World Poker Tour (WPT) teil und schaffte es dort zweimal an den Finaltisch. Beim Celebrity Invitational der ersten Saison wurde er hinter Layne Flack und dem LA-Lakers-Besitzer Jerry Buss Dritter. Im April 2008 setzte sich Chiu im Finale der sechsten Staffel der World Poker Tour im Heads-Up gegen den gewaltigen 5:1-Chiplead von Gus Hansen durch und gewann damit seinen ersten WPT-Titel sowie eine Siegprämie von knapp 3,5 Millionen US-Dollar. Seine bis dato letzte Geldplatzierung erzielte Chiu bei der WSOP 2016.
Chiu wurde vom Onlinepokerraum Full Tilt Poker als Full Tilt Pro gesponsert. Insgesamt hat er sich mit Poker bei Live-Turnieren über 8 Millionen US-Dollar erspielt.

### Braceletübersicht
Chiu kam bei der WSOP 73-mal ins Geld und gewann fünf Bracelets:
| Jahr | Buy-in (in $) | Turnier         | Teilnehmer | Preisgeld (in $) |
| ---- | ------------- | --------------- | ---------- | ---------------- |
| 1996 | 2000          | Limit Hold’em   | 528        | 396.000          |
| 1998 | 3000          | Limit Hold’em   | 171        | 205.200          |
| 2000 | 5000          | Seven Card Stud | 101        | 202.000          |
| 2005 | 5000          | Omaha Hold’em   | 224        | 347.410          |
| 2013 | 2500          | Seven Card Stud | 246        | 145.520          |